# Adam Fronczak
Adam Edmund Fronczak (ur. 27 lutego 1957 w Łodzi) – polski lekarz internista, farmakolog, specjalista zdrowia publicznego, nauczyciel akademicki, doktor habilitowany nauki o zdrowiu. W latach 2007–2011 podsekretarz stanu w Ministerstwie Zdrowia.

## Życiorys
W 1982 ukończył z wyróżnieniem studia w Wydziale Lekarskim Akademii Medycznej w Łodzi. Specjalista w zakresie chorób wewnętrznych (I stopień 1985 i II stopień 1990), farmakologii klinicznej (II stopień 2003) i zdrowia publicznego (2004).
Stopień doktora nauk medycznych uzyskał w 1993 w Akademii Medycznej w Łodzi na podstawie rozprawy pt. Porównawcze badania kardiotoksycznego działania dokserubicyny i 4-epidoksorubicyny oraz ich interakcji z deslanozydem i hydrokortyzonem u królików. W 2014 w Warszawskim Uniwersytecie Medycznym uzyskał stopień doktora habilitowanego w zakresie nauk o zdrowiu.
Zawodowo związany z Uniwersytetem Medycznym w Łodzi i Warszawskim Uniwersytetem Medycznym.
W okresie od 21 grudnia 2007 do 9 grudnia 2011 pełnił funkcję podsekretarza stanu w Ministerstwie Zdrowia z ramienia Polskiego Stronnictwa Ludowego. W 2010 bez powodzenia kandydował na prezydenta Łodzi (zdobył 0,8% poparcia i zajął 7. miejsce na 11 kandydatów).
Członek wielu organizacji i towarzystw naukowych, w tym m.in.: Polskiego Towarzystwa Farmakologicznego, Polskiego Towarzystwa Lekarskiego, Towarzystwa Internistów Polskich, Polskiego Towarzystwa Hematologów i Transfuzjologów, Polskiego Towarzystwa Gastroenterologicznego i Polskiego Towarzystwa Medycyny Społecznej i Zdrowia Publicznego.
Autor lub współautor blisko 100 publikacji z zakresu medycyny i zdrowia publicznego.

## Odznaczenia
- Srebrny Krzyż Zasługi[7]
- Brązowy medal „Za zasługi dla obronności kraju”